# THE IDOLM@STER CINDERELLA GIRLS U149 ANIMATION MASTER
『THE IDOLM@STER CINDERELLA GIRLS U149 ANIMATION MASTER』（アイドルマスター シンデレラガールズ ユーいちよんきゅう アニメーションマスター）は、2023年4月19日から日本コロムビアよりリリースされているCDシリーズ。

## 概要
テレビアニメ『アイドルマスター シンデレラガールズ U149』で使用された楽曲のロングバージョンを収録したCDシリーズ。
表題曲のフルバージョンと、各歌唱者によるソロリミックスおよびオフボーカル版が収録されたシングル盤と、複数の楽曲を収録したアルバム盤がある。
アニメ用に用意された新曲を太字、新規にリミックス・録音された楽曲は斜体で表記する。

## 01 Shine In The Sky☆
2023年4月19日発売。オープニングテーマ「Shine In The Sky☆」とソロ・リミックスを収録したシングル。古賀小春はこのCDがシリーズ初参加。
収録曲
1. Shine In The Sky☆
歌：U149
作詞：Mahiro、作曲：俊龍、編曲：Sizuk
2. Shine In The Sky☆ 橘ありすソロ・リミックス
歌：橘ありす（佐藤亜美菜）
3. Shine In The Sky☆ 櫻井桃華ソロ・リミックス
歌：櫻井桃華（照井春佳）
4. Shine In The Sky☆ 赤城みりあソロ・リミックス
歌：赤城みりあ（黒沢ともよ）
5. Shine In The Sky☆ 的場梨沙ソロ・リミックス
歌：的場梨沙（集貝はな）
6. Shine In The Sky☆ 結城晴ソロ・リミックス
歌：結城晴（小市眞琴）
7. Shine In The Sky☆ 佐々木千枝ソロ・リミックス
歌：佐々木千枝（今井麻夏）
8. Shine In The Sky☆ 龍崎薫ソロ・リミックス
歌：龍崎薫（春瀬なつみ）
9. Shine In The Sky☆ 市原仁奈ソロ・リミックス
歌：市原仁奈（久野美咲）
10. Shine In The Sky☆ 古賀小春ソロ・リミックス
歌：古賀小春（小森結梨）
11. Shine In The Sky☆ オリジナル・カラオケ

## 02 よりみちリトルスター
2023年5月10日発売。第1話エンディングテーマ「よりみちリトルスター」や、第2話～第4話の挿入歌・エンディング曲を収録したアルバム。
収録曲
1. よりみちリトルスター
歌：U149
作詞：朝倉路、作曲・編曲：渡部チェル
2. きみにいっぱい☆
歌：市原仁奈（久野美咲）、一ノ瀬志希（藍原ことみ）、宮本フレデリカ（髙野麻美）
作詞：Apis（TRYTONELABO）、作曲・編曲：滝澤俊輔（TRYTONELABO）
3. 凸凹スピードスター
歌：安部菜々（三宅麻理恵）、佐藤心（花守ゆみり）、赤城みりあ（黒沢ともよ）
作詞・作曲・編曲：ゆよゆっぺ
4. 無重力シャトル
歌：櫻井桃華（照井春佳）
作詞・作曲：北川悠仁、編曲：玉屋2060%（Wienners）
5. よりみちリトルスター オリジナル・カラオケ
6. みんなのきもち
歌：市原仁奈（久野美咲）
作詞・作曲・編曲：BNSI（佐藤貴文）
7. Romantic Now
歌：赤城みりあ（黒沢ともよ）
作詞：BNSI（MC TC）、作曲・編曲：BNSI（Taku Inoue）
8. 愛の讃歌
歌：櫻井桃華（照井春佳）
作詞：小金井つくも、作曲・編曲：坪田修平（TRYTONELABO）

## 03 Nightwear
2023年5月24日発売。第6話で使用された新曲「Nightwear」とソロリミックス、カラオケ、挿入歌1曲を収録。
収録曲
1. Nightwear
歌：速水奏（飯田友子）、塩見周子（ルゥティン）、城ヶ崎美嘉（佳村はるか）、一ノ瀬志希（藍原ことみ）、宮本フレデリカ（髙野麻美）
作詞：MC TC、作曲・編曲：Taku Inoue
  - 作品中でのユニット名は「LiPPS（リップス）」

2. Nightwear 速水奏ソロ・リミックス
歌：速水奏（飯田友子）
3. Nightwear 塩見周子ソロ・リミックス
歌：塩見周子（ルゥティン）
4. Nightwear 城ヶ崎美嘉ソロ・リミックス
歌：城ヶ崎美嘉（佳村はるか）
5. Nightwear 一ノ瀬志希ソロ・リミックス
歌：一ノ瀬志希（藍原ことみ）
6. Nightwear 宮本フレデリカソロ・リミックス
歌：宮本フレデリカ（髙野麻美）
7. Nightwear オリジナル・カラオケ
8. Tulip
歌：速水奏（飯田友子）、塩見周子（ルゥティン）、城ヶ崎美嘉（佳村はるか）、一ノ瀬志希（藍原ことみ）、宮本フレデリカ（髙野麻美）
作詞：森由里子、作曲・編曲：石濱翔（MONACA）

## 04 ゼロトゥワン!!
2023年6月21日発売。第10話挿入歌「ゼロトゥワン!!」と、第5話～第7話の挿入歌・エンディング曲を収録したアルバム。
収録曲
1. ゼロトゥワン!!
歌：U149
作詞・作曲・編曲：宮崎誠
2. ACE
歌：結城晴（小市眞琴）
作詞：ミズノゲンキ、編曲・作曲：睦月周平
3. アイム・ア・リトル・プリンセス ～お星さまにお願い～
歌：古賀小春（小森結梨）
作詞：朝倉路、編曲・作曲：渡部チェル
4. BEYOND THE STARLIGHT
歌：的場梨沙（集貝はな）
作詞：八城雄太、作曲・編曲：石濱翔（MONACA）
5. ゼロトゥワン!! オリジナル・カラオケ
6. ACE オリジナル・カラオケ
7. アイム・ア・リトル・プリンセス ～お星さまにお願い～ オリジナル・カラオケ
8. GEMSTONE
歌：的場梨沙（集貝はな）
作詞・作曲：出口遼、編曲：出口遼・飯田涼太
9. お願い！シンデレラ 古賀小春ソロ・リミックス
歌：古賀小春（小森結梨）
作詞：marhy、作曲・編曲：NBSI（内田哲也）

## 05 グッデイ・グッナイ
2023年6月28日発売。第10話・第12話エンディング「グッデイ・グッナイ」と、第8話～第11話の挿入歌・エンディング曲を収録したアルバム。
収録曲
1. グッデイ・グッナイ
歌：U149
作詞・作曲・編曲：ヒゲドライバー
2. アタシガルール
歌：桐生つかさ（河瀬茉希）
作詞・作曲・編曲：鶴﨑輝一
3. Sing the Prologue♪
歌：桐生つかさ（河瀬茉希）、佐々木千枝（今井麻夏）
作詞：高瀬愛虹、作曲：滝澤俊輔（TRYTONELABO）、編曲：TAKT（TRYTONELABO）
4. SUN♡FLOWER
歌：橘ありす（佐藤亜美菜）、結城晴（小市眞琴）、龍崎薫（春瀬なつみ）
作詞：坂井竜二、作曲・編曲：山崎真吾
5. ドレミファクトリー！
歌：U149
作詞・作曲：俊龍、編曲：SizuK
6. グッデイ・グッナイ オリジナル・カラオケ
7. アタシガルール オリジナル・カラオケ
8. あこがれステッチ
歌：佐々木千枝（今井麻夏）
作詞：磯谷佳江、作曲：小野貴光、編曲：玉木千尋
9. ひまわりマークをさがせ！
歌：龍崎薫（春瀬なつみ）
作詞：高瀬愛虹、作曲・編曲：渡部チェル
10. to you for me
歌：橘ありす（佐藤亜美菜）
作詞：渡部紫緒、作曲：BNSI（Yoshi）、編曲：滝澤俊輔（TRYTONELABO）

## 06 キラメキ☆
2023年7月5日発売。第12話挿入歌「キラメキ☆」とソロ・リミックスを収録したシングル。
収録曲
1. キラメキ☆
歌：U149
作詞：高瀬愛虹、作曲・編曲：渡部チェル
2. キラメキ☆ 橘ありすソロ・リミックス
歌：橘ありす（佐藤亜美菜）
3. キラメキ☆ 櫻井桃華ソロ・リミックス
歌：櫻井桃華（照井春佳）
4. キラメキ☆ 赤城みりあソロ・リミックス
歌：赤城みりあ（黒沢ともよ）
5. キラメキ☆ 的場梨沙ソロ・リミックス
歌：的場梨沙（集貝はな）
6. キラメキ☆ 結城晴ソロ・リミックス
歌：結城晴（小市眞琴）
7. キラメキ☆ 佐々木千枝ソロ・リミックス
歌：佐々木千枝（今井麻夏）
8. キラメキ☆ 龍崎薫ソロ・リミックス
歌：龍崎薫（春瀬なつみ）
9. キラメキ☆ 市原仁奈ソロ・リミックス
歌：市原仁奈（久野美咲）
10. キラメキ☆ 古賀小春ソロ・リミックス
歌：古賀小春（小森結梨）
11. キラメキ☆ オリジナル・カラオケ
12. ドレミファクトリー！ 古賀小春ソロ・リミックス
歌：古賀小春（小森結梨）

## 07 ORIGINAL SOUNDTRACK
2023年12月20日発売。特別編エンディングテーマ「とくとく…… とく……」「おめざめめーめー」のほか、劇中BGMを集めたサウンドトラック。CD3枚組デジパック仕様。
劇伴担当は宮崎誠・川田瑠夏・睦月周平。
収録曲
Disc1
1. U149メインテーマ
2. 夏休み
3. キックオフ！
4. ほんわか
5. エンジョイカンバセーション
6. うきうき
7. 幸せな昼下がり
8. お昼寝
9. 元気いっぱい
10. ワクワクするね！
11. かえりみち
12. こころの中
13. ちょっぴり不安
14. ゆめのせかい
15. むかむか
16. ドキドキ…
17. せーの！
18. 憧れ
19. ドタバタバタ
20. どうしようか
21. マズイ…
22. いそげ！
23. to you for me-BGM ver.-
24. 愛の讃歌-BGM ver.-
25. GEMSTONE - BGM ver. -
26. ACE - BGM ver. -
27. アイム・ア・リトル・プリンセス～お星さまにお願い～-BGM ver.-
28. Romantic Now - BGM ver. -
29. あこがれステッチ-BGM ver.-
30. みんなのきもち - BGM ver. -
31. ひまわりマークをさがせ！-BGM ver.-

Disc2
1. ほんとうの気持ち
2. 思いやり
3. アイドルデビューへの想い
4. がむしゃらに
5. 悲しみの音
6. すれ違い…
7. 寂しさのその先に
8. ワクワクのその先に
9. 胸の奥の不安、葛藤
10. ひとりぼっち
11. 目覚めよ！
12. メインテーマ - バラードVer.-
13. キラキラの粒
14. たくらみ
15. 焦り
16. 笑顔でバイバイ
17. Shine In The Sky☆ - ピアノVer.-
18. グッデイ・グッナイ - アコースティックギターVer -
19. お願い！シンデレラ（VOCAL LESSON VERSION）
歌：橘ありす（佐藤亜美菜）
20. きみにいっぱい☆（GAME VERSION）
歌：市原仁奈（久野美咲）、一ノ瀬志希（藍原ことみ）、宮本フレデリカ（髙野麻美）
21. 凸凹スピードスター（GAME VERSION）
歌：安部菜々（三宅麻理恵）、佐藤心（花守ゆみり）、赤城みりあ（黒沢ともよ）
22. 無重力シャトル（GAME VERSION）
歌：櫻井桃華（照井春佳）
23. BEYOND THE STARLIGHT（GAME VERSION）
歌：的場梨沙（集貝はな）
24. Tulip（GAME VERSION）
歌：速水奏（飯田友子）、塩見周子（ルゥティン）、城ヶ崎美嘉（佳村はるか）、一ノ瀬志希（藍原ことみ）、宮本フレデリカ（髙野麻美）
25. Nightwear（GAME VERSION）
歌：速水奏（飯田友子）、塩見周子（ルゥティン）、城ヶ崎美嘉（佳村はるか）、一ノ瀬志希（藍原ことみ）、宮本フレデリカ（髙野麻美）
26. アイム・ア・リトル・プリンセス ～お星さまにお願い～（TV VERSION）
歌：古賀小春（小森結梨）
27. Sing the Prologue♪（GAME VERSION）
歌：桐生つかさ（河瀬茉希）、佐々木千枝（今井麻夏）
28. アタシガルール（GAME VERSION）
歌：桐生つかさ（河瀬茉希）
29. SUN♡FLOWER（GAME VERSION）
歌：橘ありす（佐藤亜美菜）、結城晴（小市眞琴）、龍崎薫（春瀬なつみ）
30. ゼロトゥワン‼（TV SIZE）
歌：U149
31. ドレミファクトリー！（GAME VERSION）
歌：U149
32. in fact（TV VERSION）
歌：橘ありす（佐藤亜美菜）
33. キラメキ☆（TV VERSION）
歌：U149
34. お願い！シンデレラ（VOCAL LESSON VERSION）オリジナル・カラオケ

Disc3
1. とくとく…… とく……
作詞・作曲・編曲：森本練
歌：佐城雪美（中澤ミナ）
2. おめざめめーめー
作詞：八城雄太、作曲：宮崎まゆ（SUPA LOVE）、編曲：賀佐泰洋（SUPA LOVE）
歌：遊佐こずえ（花谷麻妃）
3. とくとく…… とく……　オリジナル・カラオケ
4. おめざめめーめー　オリジナル・カラオケ
5. とくとく…… とく……（GAME VERSION）
歌：佐城雪美（中澤ミナ）
6. おめざめめーめー（GAME VERSION）
歌：遊佐こずえ（花谷麻妃）
7. Shine In The Sky☆ （TV SIZE）
歌：U149
8. よりみちリトルスター（TV SIZE）
歌：U149
9. みんなのきもち（TV SIZE）
歌：市原仁奈（久野美咲）
10. Romantic Now（TV SIZE）
歌：赤城みりあ（黒沢ともよ）
11. 愛の讃歌（TV SIZE）
歌：櫻井桃華（照井春佳）
12. GEMSTONE（TV SIZE）
歌：的場梨沙（集貝はな）
13. ACE（TV SIZE）
歌：結城晴（小市眞琴）
14. お願い！シンデレラ（TV SIZE）
歌：古賀小春（小森結梨）
15. あこがれステッチ（TV SIZE）
歌：佐々木千枝（今井麻夏）
16. ひまわりマークをさがせ！（TV SIZE）
歌：龍崎薫（春瀬なつみ）
17. グッデイ・グッナイ（TV SIZE）
歌：U149
18. to you for me（TV SIZE）
歌：橘ありす（佐藤亜美菜）
19. とくとく…… とく……（TV SIZE）
歌：佐城雪美（中澤ミナ）
20. おめざめめーめー（TV SIZE）
歌：遊佐こずえ（花谷麻妃）

## ソロ・リミックス盤
イベントの物販商品として限定販売された、ユニット曲のソロ・リミックスを収録したCD。
THE IDOLM@STER CINDERELLA GIRLS U149 スペシャルトークイベント～トゥインクルパーティー～ 会場オリジナルCD
2023年11月開催のトークイベント『THE IDOLM@STER CINDERELLA GIRLS U149 スペシャルトークイベント～トゥインクルパーティー～』会場限定CD。
「よりみちリトルスター」のソロ・リミックス9トラックが収録されている。
THE IDOLM@STER CINDERELLA GIRLS UNIT LIVE TOUR ConnecTrip! 石川公演&山形公演&岩手公演 オリジナルCD
2024年2月～3月および6月開催のライブツアー『THE IDOLM@STER CINDERELLA GIRLS UNIT LIVE TOUR ConnecTrip!』山形・岩手・石川各公演の会場限定CD。
「ゼロトゥワン!!」のソロ・リミックス9トラックと、「きみにいっぱい☆」のソロ・リミックス2トラック、「凸凹スピードスター」のソロ・リミックス1トラックを収録。
THE IDOLM@STER CINDERELLA GIRLS UNIT LIVE TOUR ConnecTrip! 大阪公演&福岡公演&東京公演 オリジナルCD
2024年4月～6月開催のライブツアー『THE IDOLM@STER CINDERELLA GIRLS UNIT LIVE TOUR ConnecTrip!』大阪・福岡・東京各公演の会場限定CD。
「グッデイ・グッナイ」のソロ・リミックス9トラックと、「Sing the Prologue♪」のソロ・リミックス2トラック、「SUN♡FLOWER」のソロ・リミックス3トラックを収録。

### ユニットメンバー
1. 1 2 3 4 5 6 7 8 9 10 11 12 13  橘ありす（佐藤亜美菜）、櫻井桃華（照井春佳）、赤城みりあ（黒沢ともよ）、的場梨沙（集貝はな）、結城晴（小市眞琴）、佐々木千枝（今井麻夏）、龍崎薫（春瀬なつみ）、市原仁奈（久野美咲）、古賀小春（小森結梨）